# جعفر حامد البشير
جعفر حامد البشير (1927 - 2005) شاعر وصحفي سوداني. ولد بقرية قندتو ريفي شندي ونشأ بها وهو الجعليين النفيعاب. تلقى تعليمه الأولى فيها والأوسط بأم درمان الأميرية وتخرج في مدرسة البريد والبرق سنة 1942. دخل الصحافة ثم وزارة الأعلام ثم وزارة الخدمة العامة التي بعثته لدراسة العلاقات العامة بالمعهد العربي بالقاهرة. وعمل بعدد من الصحف ورأس تحرير العديد من الصحف السودانية. له عدة مؤلفات تاريخية دينية ودواوين شعرية عديدة.

## سيرته
هو جعفر حامد البشير حامد الإمام من الجعليين النفيعاب، السيال الكبير، شرق المتمة، من القريناب، نسبة إلى جدهم قرين من سلالة نفيع جد النفعياب. ولد سنة 1927 أو يقال 1930 بقرية قندتو ريفي شندي ونشأ بها. تلقى تعليمه الأولى فيها والأوسط بأم درمان الأميرية وتخرج في مدرسة البريد والبرق سنة 1942. وفي 1954 التحق بالصحافة ثم بوزارة الأعلام ثم وزارة الخدمة العامة التي بعثته لدراسة العلاقات العامة بالمعهد العربي بالقاهرة. 

درّس علم العلاقات العامة وفنونها في معهد العلاقات العامة والإعلام بمصر من 1954 حتى 1975. أعير لليمن خبيرًا للعلاقات العامة بالبنك اليمني للإنشاء والتعمير سنة 1979، وكان محاضرًا عن العلاقات العامة في أكاديمية السودان للعلوم والإدارة لعدد من السنوات، وعضوًا في لجنة معجم أدباء السودان منذ 1993 حتى 2000. 

توفي في منزله بالخرطوم بحري عام 2005.

## مهنته الصحفية والأدبية
اهتم بدراسة الشعر والأدب والتاريخ وعمل بعدد من الصحف ورأس تحرير «صوت السودان» 1954 وصحيفة «الاتحادي» للحرب الاتحادي الديموقراطي ومجلة «العمل» ومجلة الإذاعة والتلفزيون والمسرح في الستينات، وراسل بعض الصحف والمجلات العربية.مثّل السودان في عدد من المؤتمرات الأدبية والثقافية. 

## حياته الشخصية
تزوج جميلة مختار وأنجب منها ثلاث بنات: وفدية وقدسية وبثينة. كما انجب ولدًا سماه الرُّصافي تيمنًا بالشاعر العراقي، معروف الرصافي.

## شعره
نشر ديوانه الأول «حرية وجمال» سنة 1957. وقد نشر أكثر من ديوان شعري، ولكن ديوانه الأول هو الأكثر شعره، وقد تناوله النقاد أكثر من بقية أعماله الأخرى. كتب عن قضايا وطنه السودان وقارة الأفريقية والعربية، ومعظم شعره قصائد تندد بالاستعمار. نشر شعره في الصحف والدوريات الأدبية السودانية والعربية. «يمتاز شعره الحماسي بتمسك البناء، وحرارة الكلمات وقوة تأثيرها في النفوس، ويعد شعره الوطني مرحلة تالية للشاعر الثوري توفيق صالح جبرئيل. وقد حمل لواءها مع أحمد محمد صالح وغيرهما من شعراء الوطنية في السودان...» في 2005 صدرت له عن دار عزة للنشر والتوزيع مجموعة الشعرية الكاملة.  جاء عنه في معجم البابطين «يظهر في شعره النزعة العروبية، والحلم بالوحدة، ويسعى لابتعاث الأمجاد مستدعيا - في ذلك - ذاكرة الفتوحات الإسلامية أماكن ورموزًا مازجًا ذلك بالفخر، وله شعر في المدح، والوصف واستحضار الصورة، وكتب مشيدًا ببعض المدن العربية كمدينة البصرة، كما كتب عن الحرية غاية ومعنى. يبدو اعتزازه بتراثه الشعري الذي تسلل إلى شعره لغة ورموزًا. اتسمت لغته بتدفقها وطلاوة ألفاظها وخيالها الفسيح.»

## مؤلفاته
من مؤلفاته مخطوطة ومطبوعة:
- «قصص من التراث العربي والإسلامي، مكتبة مدبولي، القاهرة»، 1993
- «السودان في القرية والمدينة: مملكة الجعليين الكبرى»، مكتبة مدبولي، القاهرة، 1997
- «نماذج من التراث الإسلامي: حكم وادارة قضاء وقضاة»، مكتبة مدبولي، القاهرة، 1997
- «عمر بن عبد العزيز خامس الخلفاء الراشدين»، مكتبة مدبولي، القاهرة، 1997
- «الشعر السوداني في معركة الاستقلال»

ومن دواوينه الشعرية:
- «حرية وجمال»، 1957
- «من أرضنا»، مطابع الناشر العربي، 1961